# 圖阿普謝區

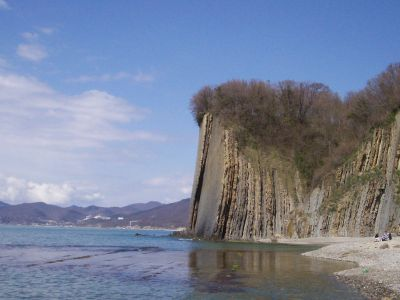

44°06′N 39°05′E / 44.100°N 39.083°E
圖阿普謝區（俄语：Туапсинский район），是俄羅斯的一個區，位於該國西南部，由克拉斯諾達爾邊疆區負責管轄，面積2,366平方公里，2010年人口63,530，人口密度每平方公里26.85人。